# Cibuaya
Cibuaya is een bestuurslaag in het regentschap Karawang van de provincie West-Java, Indonesië. Cibuaya telt 5345 inwoners (volkstelling 2010).